# Lagostomus crassus
Lagostomus crassus es especie extinta de roedor de la familia Chinchillidae.

## Distribución geográfica
Era nativa de Perú. Se sabe de un solo cráneo encontrado en el sur de Perú. Además es la única especie extinta en Perú y a nivel global. 